# KVM-switch
En KVM-switch (og KVM er et akronym for "keyboard, video (monitor), and mouse") er en udstyr, der tillader en bruger af styre flere computere fra en eller flere sæt af tastaturer, billedskærme og computermus.